# جاك بلانت
جاك بلانت (بالإنجليزية: Jacques Plante)‏ (و. 1929 – 1986 م) هو لاعب هوكي الجليد  كندي، ولد في نورت دام دو مونت كارميل، مركز لعبه هو حارس مرمى ‏، توفي في جنيف، عن عمر يناهز 57 عاماً ، بسبب سرطان المعدة.

## جوائز
حصل على جوائز منها:
- جائزة فيزينا  [لغات أخرى]‏ في 1969[14][15]
- جائزة هارت التذكارية  [لغات أخرى]‏ في 1962[16]
- جائزة فيزينا  [لغات أخرى]‏ في 1962[14][15]
- جائزة فيزينا  [لغات أخرى]‏ في 1960[14][15]
- جائزة فيزينا  [لغات أخرى]‏ في 1959[14][15]
- جائزة فيزينا  [لغات أخرى]‏ في 1958[14][15]
- جائزة فيزينا  [لغات أخرى]‏ في 1957[14][15]
- جائزة فيزينا  [لغات أخرى]‏ في 1956[14][15]
- قاعة كيبيك الرياضية للمشاهير  [لغات أخرى]‏
- كأس ستانلي
- قاعة كندا للمشاهير الرياضية  [لغات أخرى]‏
- قاعة مشاهير الهوكي